# ICい〜カード
ICい〜カード（アイシィ・い〜カード、英称：IC E-card）は、伊予鉄グループが発行し、伊予鉄道・伊予鉄バスなどで利用できる非接触方式ICカードを利用した乗車カードである。

## 概要
2005年8月23日からサービスを開始した。
カード本体やリーダライタの基本システムにはSuica（JR東日本）など鉄道ICカード式乗車券で実績のあるFeliCaが採用されている。カード裏面に刻印される番号のうち、発行事業者を示す記号はIY(現在は新規発行停止となっているJMBい〜カードについては、これに当てはまらず、16桁の英数字が裏面に刻印されている)。
通常、交通系ICカードは最終利用日から10年間利用がないと失効となるが、2015年1月28日付けで「10年間利用がないICい～カードの失効」規定の撤廃を発表。永年使用可能となる。
この記事では、以上のICい〜カードおよびシステム全般について記す。

## 沿革
同社では、市内線（路面電車）・郊外線（郊外電車）・バス共通のい〜カードを導入していたが、郊外線では直接カードを自動改札機に投入できず、自動券売機で引き換えるようになっていた。折しも2004年（平成16年）、国土交通省の「広域的な公共交通利用転換に関する実証実験実施計画」の1つとして「松山都市圏における、ICカードを用いた都心部公共交通と観光施設などの連携による公共交通利用転換実証実験」が、同社の市内電車・市内ループバスならびに一部の松山市内の観光施設で実施された。その結果をフィードバックし、2005年（平成17年）8月23日 「ICい〜カード」の名称で発売および、伊予鉄道市内線・郊外線・伊予鉄バス全線での利用を開始した。中四国では、経営合理化のため前倒しで導入された高松琴平電気鉄道、ことでんバスのIruCaに続く2事業者目のIC乗車券カード導入事業者となる。
- 2004年（平成16年）
  - 3月1日 ICカード実用化に向けての実証実験を、市内電車・ループバスならびに一部の松山市内の観光施設で開始。観光施設では入場料などの割引があったが、電車などの運賃には割引制度がなかった（ただし市内電車・ループバスに1日合計3回以上乗車すると、当日に限り3回目乗車からは無料となった）。
  - 8月31日 上記実験を終了。
    - 当時実験対象となった観光施設[3]
    - 愛媛県立美術館、松山城山ロープウェイ・リフト、松山城天守閣、子規記念博物館、子規堂、大観覧車「くるりん」、道後温泉本館。

- 2005年（平成17年）
  - 8月23日：「ICい〜カード」の名称で、ICカードシステムを正式導入。
  - 11月1日：ICい〜カード定期券導入。自動チャージ機導入。
- 2006年（平成18年）9月1日 ：いよてつ髙島屋などでショッピングにも電子マネーとして利用できるようになった(その後順次縮小)。
- 2009年（平成21年）
  - 10月1日：グループ内の石崎汽船傘下の中島汽船でサービス開始。
  - 10月31日：石崎汽船でサービス開始。
- 2016年（平成28年）4月1日：乗車ポイント制の導入開始。これに伴い新デザインのカードの発行を開始。また、電車・バスの運賃割引、エコシステム、オート1DAYチケットサービスは終了。
- 2024年（令和6年）8月25日：コカ・コーラ自動販売機での利用が終了。この日までにショッピングの電子マネーとしての利用は終了しており、自動販売機でのサービス終了により物品の購入としての利用ができなくなった。
- 2025年（令和7年）：3月18日の伊予鉄道・伊予鉄バス全線でのICOCA導入[4][5]に伴い、段階的にサービスの縮小及び終了が行われた。
  - 3月17日：以下のサービスを終了した。
    - ICい〜カードの新規販売、定期券の新規販売及び更新手続き、小児用・身体・知的障害者用カードの新規販売及び更新手続きを終了。
    - 松山市駅での途中下車制度終了に伴い、ICい〜カードでの途中下車のサービスを終了。
    - 定期券所持者向けの電車・バス共通乗車制度のサービスを終了。但し、既に当サービスを利用可能な定期券を所持している場合は、定期券の期限までは利用可能である。

  - 4月30日：全ての場所でのチャージのサービスを終了した。但し、オートチャージ機能の付いた、「い〜カードゴールド」のオートチャージは9月30日まで取り扱いされる予定。
  - 9月30日：払い戻し手続き以外の全てのサービスを終了する予定。

## 種類
ICい〜カード（無記名式）大人用のみ
購入時にデポジット500円の預託が必要（返却時に返金）。紛失再発行ができない。ロイコ系リライタブルカードである。2016年4月からは、在庫が払拭次第、レギュラーカードのデザインにIYOTETSUロゴが新たに追加され、さらに水色からオレンジに変更されたカードの発行に順次統一・変更される。
ICい〜カード（記名式） 大人用・小児用・障害者大人用（障害者介護者用カード含む）・障害者小児用
購入時にデポジット500円の預託が必要（返却時に返金）。大人用は、無記名式と同じ4種類のカードから選択できる(2016年4月以降は、上記無記名式同様の発行対応に変更)が、それ以外は、レギュラーカードのみ発売(色は、大人用のレギュラーカードデザインのそれぞれ色違いとなる)。購入者氏名が、カードに表示される。すべてロイコ系リライタブルカードである。デザインのカラーは、大人用はオレンジ、小児用は緑、障害者大人(介護者用も同じ)はピンク、障害者小児は黄のカードとなる。
ICい〜カードゴールド（記名式）
2016年4月に発行開始となった、オートチャージ対応型カード。発行には、クレジットカードである、ローズカードの発行を要し、同カードからのみオートチャージが実施される(クレジットカードと一体にはなっていない)。それ以外の基本的機能は、一般の大人用のICい〜カード（記名式） と同様。券面のデザインは、2016年4月から順次発行されている新レギュラーカードとほぼ同じだが、既存の記名式カードを当カードに流用することはできず、別途のカードを発行することになる。
ICい〜カード定期券
伊予鉄グループでは持参人式は採用しておらず、すべての定期券が記名式となる。カード表面に定期券情報を印刷するため、記名式レギュラーカードに限定される。定期機能のない記名式レギュラーカードには、そのまま定期券機能を付加できる。
モバイルい〜カード（おサイフケータイ）
2016年3月31日をもってサービスを終了した。利用者情報を登録する必要上、記名式カードと同じ取扱になっていた。
JALマイレージバンク伊予鉄い〜カード（略称 JMBい〜カード）
JMB ICカード兼用の記名式カード。申し込み先は、日本航空JMB事務局となる。発行料として500円（消費税込）が必要だが、発行料無料キャンペーンも頻繁に実施されていた。2015年12月25日受付分をもって、新規発行停止。以降も既存の利用者は利用可能だが、同じカードへの再発行はできない。
ただし、小児用のJMBい〜カードの場合は、今回の新規発行停止にともなって、大人用への切り替えも不可となったため、小学校卒業年度の3月31日以降の利用に関しては、伊予鉄窓口で回収され、原則、一般の大人用記名式カードへの切り替えとなる(チャージ移行時に、JMBカードに入金されたチャージ額が2000円未満の場合は、別途追加チャージを要する)。JMBとしての利用については、別のJMBカードが発行されていない場合は、同じお得意様番号で別のJMBカードを発行する形となる。
愛媛FCい〜カード
愛媛FCファンクラブ会員カードと兼用で無記名式。2008年までは記名式でデポジットは不要だったが、2009年よりJリーグ全試合対象観戦記録システム「ワンタッチパス」の導入にともない、無記名式でデポジットが必要という形式に変更された。専用デザインカード。

### 特殊カード
もぐじぃICカード（記名式）「まちづくりエコネット実験@松山」用カード
シティエコ、シティぽこエコ（ともに、松山中心市街地に自動車で通勤している人）対象に国土交通省が発行するカード。通勤の事実を証明する書面を添えて別途申し込みが必要。通常のICい〜カード機能を持つが、利用情報を元に前述実験事業のエコポイントが付加される。

## 利用可能エリア

### 伊予鉄グループ（交通サービス）
- 郊外電車（高浜・郡中・横河原各線）
- 市内電車（坊っちゃん列車も利用可能）
- 伊予鉄バス 一般路線バス全線。松山空港・松山観光港リムジンバス、八幡浜・三崎特急線、新居浜特急線、ホエールエクスプレスを含む。新居浜特急線共同運行のせとうちバス運行便は全区間で利用できない（ただし、紙回数券は共通利用可能）。
- 伊予鉄タクシー（松山地区のみ）
- 石崎汽船
- 中島汽船（同社バスでの利用は不可）

伊予鉄グループでも伊予鉄南予バスでは利用できない。

### 高速バス（伊予鉄バスとの共同運行会社）
- とさでん交通
  - 松山 - 高知間の高速バス「ホエールエクスプレス」

### 駐車場
- 伊予鉄市駅西駐車場

### その他
- 松山城、二之丸史跡庭園
- 道後温泉本館、椿の湯
- 愛媛FC

※上記の路線や施設はSuicaやPASMO、ICOCA、TOICAなどいわゆる10カードでの利用はできない。
- 松山市駅のホームほか、主要駅・営業所などに設置された日本コカ・コーラの自動販売機 (2024年8月25日でサービス終了)

## 特徴
- 松山 - 高知間の高速バス「ホエールエクスプレス」が約1割引、中島汽船の航路が約5％割引。（割引後運賃の10円未満端数は10円単位に四捨五入）
  - その他の交通事業者では割引は適用されない。
- 小児用や身障者用（適用運賃はいずれも大人運賃の半額）なども発行されている。
- 定期券機能を持たない記名式のカードが作成できる。記名式カードは発行の際に発行窓口での利用者登録が必要となるが、紛失・破損した場合でも、カード内残額を引き継いで再発行を受けることが可能になる。購入時にデポジット500円の預託が必要（返却時に返金）[6]。ただし、記名式の発行窓口は以下の通り。
  - 松山市駅いよてつチケットセンター
  - 伊予鉄トラベル
  - 高浜線 高浜駅、三津駅、古町駅
  - 横河原線 いよ立花駅、久米駅、梅本駅、横河原駅
  - 郡中線 余戸駅、松前駅、郡中港駅
  - バス 森松営業所、北条詰所、川内詰所

- バスや市内電車の車内でもチャージ可能。

## チャージ取扱い場所と方法

### ICい〜カード取扱窓口
係員にチャージする金額分の現金とカードを渡す。係員が端末を操作してチャージする。領収書が発行される。

### 自動チャージ機
「入金」ボタンを押し、カードをおき、チャージ分の紙幣を入れる。入金した紙幣は全額チャージされるため、お釣りが必要な場合は窓口を使うか、事前に両替が必要である。領収書は領収書ボタンを押すと発行される。

### バス・市内電車
- 利用客が、運転士にチャージする旨とチャージ金額分の現金を手渡しする。
- 運転士が機器を操作する。
  - 「チャージ」ボタンを押し、運転士IDカードをタッチする。
  - 運転士がチャージ金額を入力する。液晶画面に金額が表示される。
- 金額を確認後、利用者自身、または運転士がカードをセンサーにおく。画面にチャージ結果が表示される。領収書は発行されない。

### ホエールエクスプレス（高速バス）
- 利用客が、運転士にチャージする旨とチャージ金額分の現金を手渡しする。
- 運転士が携帯用機器を操作する。

## 利用方法

### 市内電車
全線均一運賃制のため、乗車時はそのまま乗車、下車時に運賃箱についているセンサーにタッチすると運賃が自動的に引き落とされる。
乗継ができるケースに該当する場合、指定停留所（JR松山駅前・南堀端・上一万・本町六丁目）で、無料で乗換ができる「乗換券」をもらうことができる。

### バス
- 乗車時に乗車用センサーにカードをタッチする。
- 下車時に運賃箱についているセンサーにカードをタッチすると運賃が自動的に引き落とされる。

### 郊外電車
- 乗車時に駅設置の乗車用簡易改札機のセンサーにカードをタッチする。
- 降車時も駅設置の降車用簡易改札機のセンサーにカードをタッチすると運賃が自動的に引き落とされる。
- 松山市駅では窓口係員に申し出ることにより途中下車ができる。

### 船舶
- 窓口で乗車券を購入の際、ICい〜カードで支払う旨を申し出、カードを渡す。
- 係員が携帯端末でカードから減額処理を行う。利用明細書が発行される。

### タクシー
- 普通に乗車する。
- 下車時にICい〜カードでの支払いであることを運転士に申し出、カードを手渡す。
- 乗務員が携帯端末でカードから減額処理を行う。利用明細書が発行される。

### 高速バスホエールエクスプレス
- あらかじめ、高速バス予約センターにて予約を行う。その際にICい〜カードで支払う旨を申し出る。
- 乗車時に、予約時に申告した名前を運転士に申し出、カードを渡す。
- 運転士が、携帯端末を操作し、運賃相当額をカードから減算処理する。

### 自動販売機
- 商品をはじめに選択する。
- 読み取り機にカードをかざすと商品が出てくる。

2024年8月25日でサービスを終了した。

## モバイルICい〜カードでの利用方法
2016年3月31日でサービスを終了した。

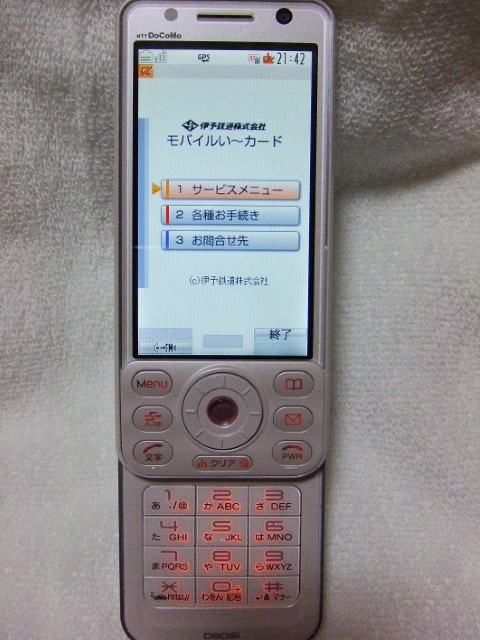
モバイルICい〜カード初期設定完了するとこの様に表示されれば使用は可能になる（写真はFOMAD905iにて初期設定を完了した状態）

- 携帯用伊予鉄道ホームページにアクセスし、専用iアプリをダウンロードする。
- 必要事項を登録する。したがって、自動的に記名式カード扱いとなる。デポジットは不要である。
- 初期設定が完了すると、カード式ICい〜カードと同様に使用可能となる。
この時点では残額が0円なので、まずチャージを行う必要がある。
携帯電話からの（クレジットカードなどを使った）チャージには対応していない。
小児および定期券機能には対応していない。

## 利用明細の確認
取扱窓口に申し出る。レシートタイプの利用明細票を受け取れる。なお、利用区間は表示されず、「郊外鉄道」「路面電車」などと表示されるのみである。

## 共通利用の可能性について

相互利用関係（クリックで拡大）

同カードは、交通系ICカードとして日本のデファクトスタンダードとなっているFelicaを採用している。また、IruCa同様、チャージ時にはプレミアムを付与せず、乗車時に運賃を割引く方法を採用した。電子マネーとしては、端末の設定で任意の割引率を設定できるため、サービスレベルも汎用性も高くなっている。その点では、Suicaなどとの共通利用において、チャージ時にプレミアムを付加するICカード乗車券よりは障壁が低い。しかし、四国共通カード構想 を含め、すでに発行されている他社の鉄道・バスICカードとの相互利用については、現時点では不透明である。2012年7月30日にJR四国はJR西日本とともに、2014年春以降、予讃線の一部と瀬戸大橋線へICOCAを導入する予定であると発表し、2014年3月より香川県内で運用を開始した。また、独自のICカードは導入しない予定である。JR四国のICOCA導入発表後に、四国の他のICカード乗車券との相互利用についての見解は後述のIruCa以外は表明されていない。なお、IruCa（およびICOCA）が日本鉄道サイバネティクス協議会策定の「サイバネ規格」を採用しているのに対し、ICい～カードやですかは非サイバネ規格であるため、現在のカードでは短期的な共通化は困難との指摘がある。
国土交通省は2015年7月15日に公表した「交通系ICカードの普及・利便性拡大に向けた検討会　とりまとめ」の中で、ICい～カードを含む（相互利用対象外となっている）「地域独自カード」について、全国相互利用可能となっている10カードの「片利用共通接続システム」を構築することで、相互利用可能10カードを独自カード導入交通機関で利用可能にすることを検討するとしている。この方針に沿って、サイバネ規格のIruCaについては、2018年3月3日より「片乗り入れ」の形で、全国相互利用サービス対象のICカードが琴電の電車路線で利用可能となり、1年後の2019年3月2日からはことでんバスでも同様の利用が可能となった。
その後、伊予鉄道ではICい〜カードを廃止してICOCAへの切り替えを選択することとなり、松山市内電車、松山空港リムジンバスは新たに対応機器を設置することによって2024年3月に相互利用可能10カードを利用可能となった(富山地方鉄道軌道線と同様)。さらに、2025年3月18日から伊予鉄南予バスを除く伊予鉄グループ全ての鉄道・バスで利用可能となり「、ICい〜カードの発行・更新については前日である3月17日をもって終了となった。

## 機器メーカー
- 市内線（路面電車）・バスの運賃箱・自動チャージ機

レシップ
- 携帯端末

デンソーウェーブBHT-8048DBIC
- 駐車場自動精算機（市駅西駐車場）

三菱プレシジョン（改造対応）